# Picea meyeri
Picea meyeri ist eine Art aus der Familie der Kieferngewächse (Pinaceae). Sie ist im nördlichen China heimisch.

## Beschreibung
Picea meyeri wächst als immergrüner Baum, der Wuchshöhen von bis zu 30 Metern und Brusthöhendurchmesser von bis zu 60 Zentimeter erreichen kann. Die Krone ist kegelförmig. Die graubraune Borke blättert in unregelmäßig geformten Platten ab. Die behaarte oder unbehaarte Rinde der Zweige ist gelbbraun gefärbt.
Die leicht harzigen, braunen Winterknospen sind kegel- bis kegel-eiförmig. Die leicht gebogenen Nadeln sind bei einer Länge von 1,3 bis 3 Zentimeter und einer Breite von rund 0,2 Zentimeter linear-viereckig geformt. Ihre Spitze ist stumpf oder annähernd spitz zulaufend, aber nicht stechend. Man findet auf allen Nadelseiten Stomatalinien.
Picea meyeri ist einhäusig-getrenntgeschlechtig (monözisch) und die Blütezeit liegt im April. Die Zapfen sind bei einer Länge von 6 bis 9 Zentimetern und einer Dicke von 2,5 bis 3,5 Zentimetern länglich-zylindrisch geformt. Sie sind anfangs grün und verfärben sich zur Reife von September bis Oktober hin gelbbraun. Die Samenschuppen sind verkehrt-eiförmig und werden etwa 1,6 Zentimeter lang sowie rund 1,2 Zentimeter breit. Die verkehrt-eiförmigen Samen werden etwa 3,5 Millimeter lang und haben einen Flügel, welcher etwa 10 Millimeter lang ist.
Die Chromosomenzahl beträgt 2n = 24.

## Verbreitung und Standort
Das natürliche Verbreitungsgebiet von Picea meyeri liegt im Norden Chinas. Es umfasst dort den in der Provinz Shanxi gelegenen Wutai Shan sowie die Provinzen Hebei, Shaanxi und die Innere Mongolei. Ob es auch Vorkommen im südlichen Gansu gibt ist fraglich.
Picea meyeri gedeiht in Höhenlagen von 1600 bis 2700 Metern.
Picea meyeri wird in der Roten Liste der IUCN als „nicht gefährdet“ eingestuft. Es wird jedoch darauf hingewiesen, dass eine erneute Überprüfung der Gefährdung notwendig ist.

## Nutzung
Das Holz von Picea meyeri wird als Konstruktionsholz, im Brücken- und Möbelbau sowie zur Herstellung von Masten und Zellstoff genutzt. Weiters wird die Art auch als Ziergehölz und für Wiederaufforstungen gepflanzt.

## Systematik
Picea meyeri wird innerhalb der Gattung der Fichten (Picea) der Untergattung Picea, der Sektion Picea, der Untersektion Picea und der Serie Asperatae zugeordnet.
Die Erstbeschreibung als Picea meyeri erfolgte 1914 durch Alfred Rehder und Ernest Henry Wilson in Plantae Wilsonianae an enumeration of the woody plants collected in Western China for the Arnold Arboretum of Harvard University during the years 1907, 1908 and 1910 by E.H. Wilson edited by Charles Sprague Sargent ..., Band 2(1), Seiten 28–29. Synonyme für Picea meyeri Rehder & E.H. Wilson sind Picea mongolica (H.Q. Wu) W.D. Xu und Picea meyeri subsp. mongolica (H.Q.Wu) Silba.